# Guerre d'Algérie, la déchirure
Guerre d'Algérie, la déchirure, est un documentaire français en deux parties retraçant l'histoire de la guerre d’indépendance de l’Algérie. Les images d'archives ont été restaurées et colorisées. Le documentaire est sorti à l'occasion du 50e anniversaire de la signature des accords d'Évian, le 19 mars 1962 qui ont mis fin à une guerre qui a duré huit années. Coréalisé par Gabriel Le Bomin et Benjamin Stora en 2012 et narré par Kad Merad.

## Synopsis
De la Toussaint sanglante de 1954 à l'indépendance de 1962. Entre les deux : une crise morale et politique en France. Les premiers attentats du FLN, la répression de l'armée française dans les douars, la sanglante bataille d'Alger de 1957, la torture de l'armée française sur les Algériens, le massacre de villageois algériens par le FLN, le plan Challe et ses conséquences (déplacement de la population des villages bombardés, création de zones interdites, répression et création de camps), la naissance de la Ve République et le retour du général de Gaulle au gouvernement, le putsch des généraux et le terrorisme de l'OAS , le massacre de harkis et le départ massif de Pieds-noirs. 
Une partie des Français a vécu la perte de l'Algérie comme une amputation. Et les Algériens reprochent à la France de l'avoir privée de son identité par la colonisation. 

## Montage
Les deux parties du film (1954-1958 et 1958-1962) ont nécessité une année de travail sur 140 heures de rushes. La mise en récit s'est appuyée sur une quinzaine de cinémathèques, d'images inédites de l'armée française, de la télévision algérienne, de télévisions étrangères, d'Europe de l'Est notamment, mais aussi d'archives familiales et intimes de soldats, toutes restaurées et colorisées.